# Chapelle Saint-Martin de Surzac de Capendu
La chapelle Saint-Martin de Surzac de Capendu est une chapelle située à Capendu dans le département français de l'Aude en région Occitanie.

## Historique
L'édifice est classé au titre des monuments historiques en 1913.
Le cimetière autour de la chapelle est inscrit au titre des sites naturels depuis 1943.